# Black Story (La historia negra de Peter P. Peter)
Black Story (La història negra de Peter P. Peter) és una pel·lícula de comèdia espanyola del 1971 dirigida per Pedro Lazaga amb guió de Santiago Moncada i protagonitzada per José Luis López Vázquez i Analía Gadé.

## Sinopsi
Pedro Ortuza, novel·lista d'èxit gràcies a la creació del seu detectiu Peter P. Peter, s'ha casat, després d'enviduar, amb Beatriz, una dona també vídua recent. Al poc temps, el seu matrimoni s'ha convertit en un infern, de manera que cadascun d'ells decideix assassinar l'altre. Pedro prepara un crim per enverinament, mentre que el pla de Beatriz requereix la col·laboració involuntària de Jorge, el seu veí, a qui prèviament haurà de conquistar.

## Repartiment
- Analía Gadé...	Beatriz / Dorotea
- José Luis López Vázquez...	Pedro Ortuza / Peter P. Peter
- Mari Carmen Prendes...	Tia Agata
- Rafael Alonso... Jorge
- Licia Calderón	... Asunción
- Manuel de Blas...	Jerónimo
- Josele Román... Rosita

## Premis
Josele Román va guanyar el premi a la millor actriu secundària als Premis del Sindicat Nacional de l'Espectacle de 1971.